# 행선층 예약시스템

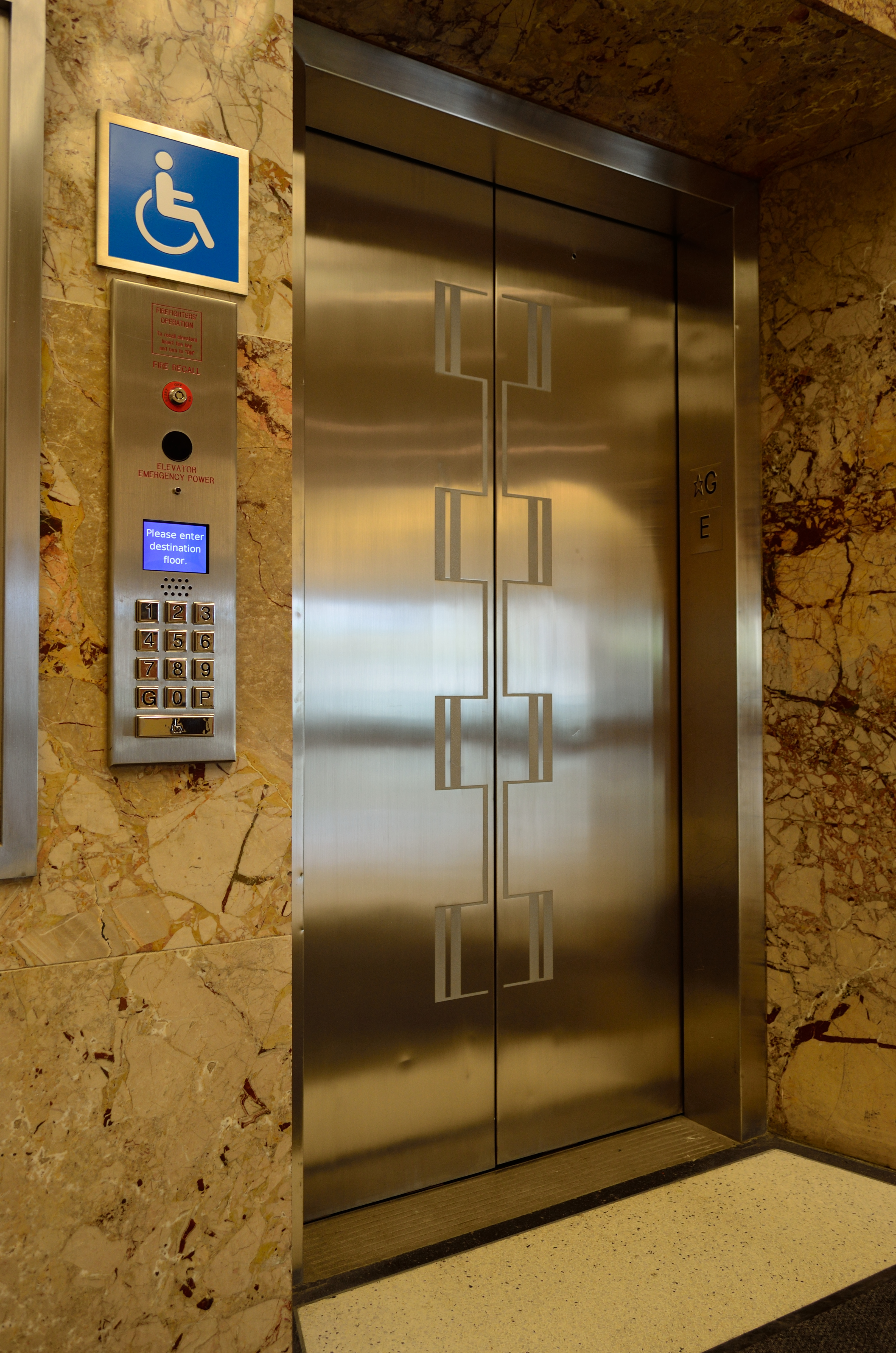
오티스 엘리베이터의 Compass가 설치된 행선층 예약시스템 엘리베이터.

행선층 예약시스템(영어: Destination dispatch)은 엘리베이터가 여러 대 설치된 건물에서 제어 시스템을 최적화하는 기술을 말한다. 같은 층에 가는 승객을 그룹으로 지정하여 같은 엘리베이터를 호출하며, 이를 통하여 대기 시간과 이동 시간을 단축할 수 있다. 비교적으로, 기존 시스템에서는 승객들이 올라가거나 내려가는 아무 승강기를 호출하여 탑승하고 난 뒤에 목적층을 선택한다.
행선층 예약시스템에서는, 승객들이 원하는 층을 키패드, 터치스크린, 또는 로비에서 주어진 방 카드 키를 이용하여 알맞는 엘리베이터를 이용하도록 바로 지시한다.

## 작동 원리

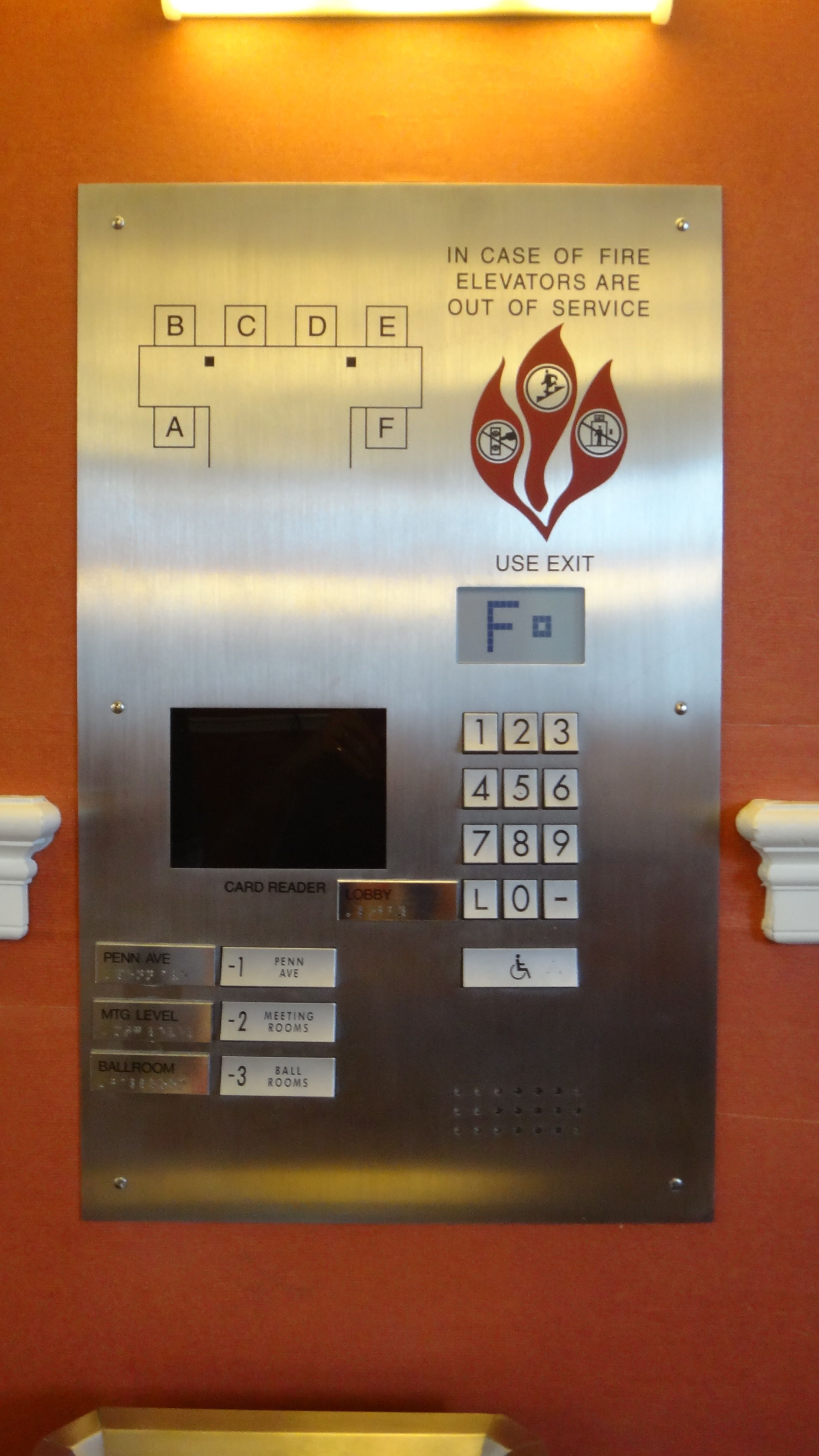
쉰들러 엘리베이터에서 설치한 마이코닉 10(Miconic 10) 행선층 예약시스템 제어반이 설치된 모습. 이 엘리베이터는 워싱턴 D.C.에 있는 JW 메리어트 호텔에 설치되어 있다.

승객들이 원하는 목적 층의 정보를 기반으로, 조종 장치에 의해 각 승객들을 승강기에 동적으로 배치함으로써 도중 많은 층에 서는 것을 막을 수 있다. 전체적으로 이동 시간은 25%와 정원의 최대 30%정도 절약할 수 있다.
또한 조종 장치는 카드키에 저장된 정보를 통해 승객들에게 다양한 수준의 서비스를 제공할 수 있다. 고급 접근 권한 및 높은 특권을 가진 사용자에게는 가장 가까운 엘리베이터를 호출될 수 있고 목적층에 직행으로 도달할 수 있는 것을 보장하고, 심지어는 전용 엘리베이터를 호출하기까지도 한다. 장애인을 비롯한 다른 그룹의 이용객에게는 음성 안내 및 연장된 문 열림 시간 등의 접근성 기능도 같이 제공된다.

## 한계
목적층 예약시스템의 원활한 운영은 각 승객이 목적지를 개별적으로 입력하는 것에 달려 있다. 대부분의 경우 엘리베이터 시스템은 그룹의 목적지가 한 번만 입력되는 경우 단일 승객과 단체 승객을 구분하는 방법이 없다. 이는 엘리베이터가 정원보다 더 많은 승객을 태우기 위해 중간 층에 정지하여 다른 사용자에게 지연을 일으킬 수 있다. 이 문제점에 대한 두 가지 해결 방안으로, 엘리베이터의 무게 감지기(load vane sensor) 또는 키패드의 그룹 기능 버튼으로 처리하는 것이 있다. 무게 감지기는 엘리베이터 카에 높은 하중이 감지되었음을 엘리베이터 조종기에 알리므로 더 많은 승객을 태울 수 있을 정도로 만원 상태가 해제될 때까지 엘리베이터가 다른 층에서 멈추지 않는다. 그룹 기능 버튼은 몇 명의 승객이 한 층으로 갈 것인지 묻고, 시스템은 가능한 경우 정확한 수의 엘리베이터를 해당 층으로 보낸다.